# TON 618
Pour les articles homonymes, voir TON et 618.
Tonantzintla 618 ou TON 618 (abregé) est un quasar très lointain et hyper-lumineux (un des plus lumineux de l'Univers connu), à puissant rayonnement infrarouge et large spectre d'absorption. Situé à proximité du pôle Nord galactique dans la constellation des Chiens de chasse, à 10,4 milliards d'années-lumière de la Terre, il contient le trou noir supermassif le plus massif connu à ce jour, de plus de 66 milliards de fois la masse du Soleil dans un rayon de 1 301 unités astronomiques (environ 190 milliards de kilomètres).

## Histoire

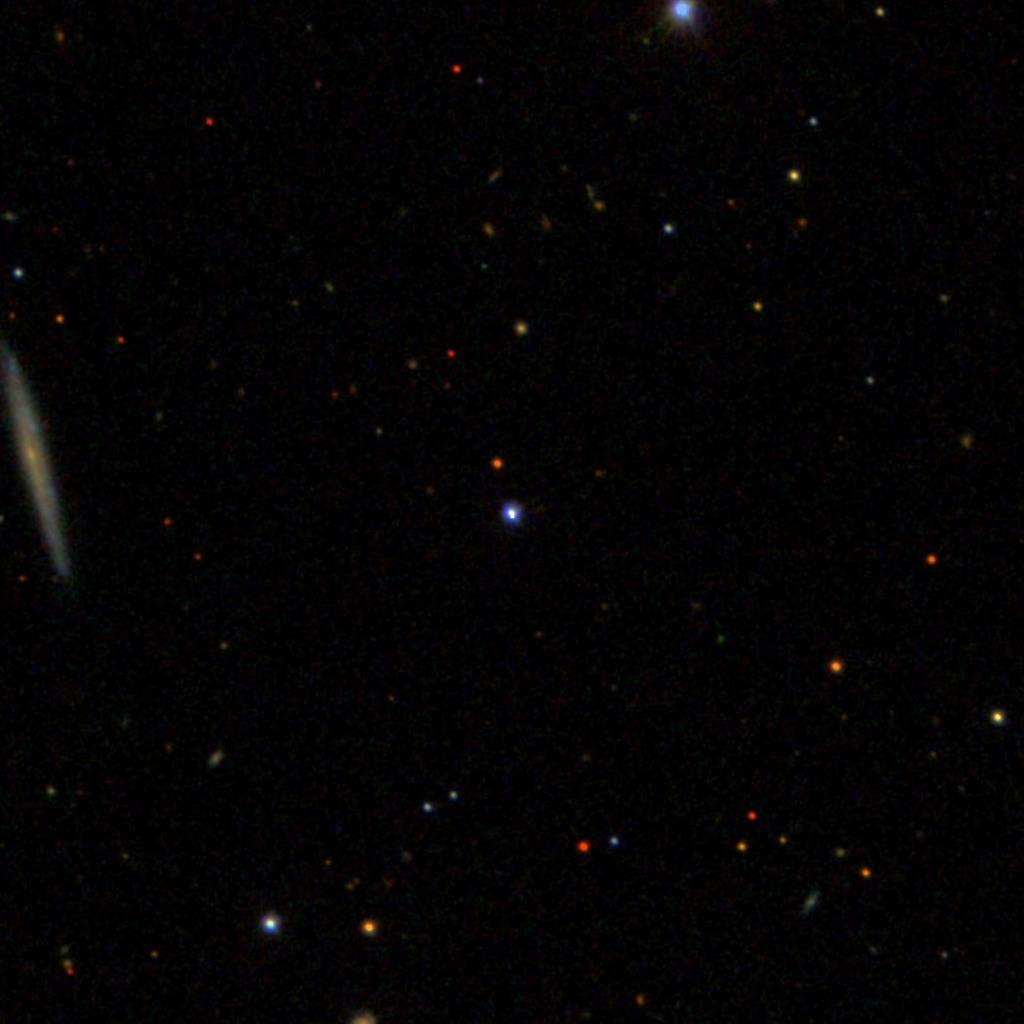
TON 618 (point bleu pale brillant au centre) photographié en 2012 par l'observatoire d'Apache Point du Nouveau-Mexique (États-Unis).

Les quasars n'ayant été reconnus qu'en 1963, et les blazars en 1968, la nature de cet objet était inconnue quand il a été observé pour la première fois en 1957, lors d'un recensement du bleu pâle émis par certaines étoiles (principalement des naines blanches) qui se situent à l'écart du plan de la Voie lactée. Sur des plaques photographiques prises avec l'objectif de 0,7 mètre du télescope Schmidt à l'observatoire de Tonantzintla, au Mexique, il est apparu « décidément violet » et a été classé numéro 618 du catalogue de Tonantzintla.
En 1970, une analyse du spectre radio réalisée à Bologne en Italie a découvert l'émission d'ondes radio de TON 618, indiquant que l'objet céleste est un quasar. Marie-Hélène Ulrich a ensuite obtenu un spectre optique de TON 618 à l'observatoire McDonald du Texas, qui a montré des raies d'émission typiques d'un quasar. Le décalage vers le rouge de ces raies a permis d'estimer la distance et la luminosité de ce quasar, l'identifiant comme le plus lumineux connu.

## Trou noir supermassif

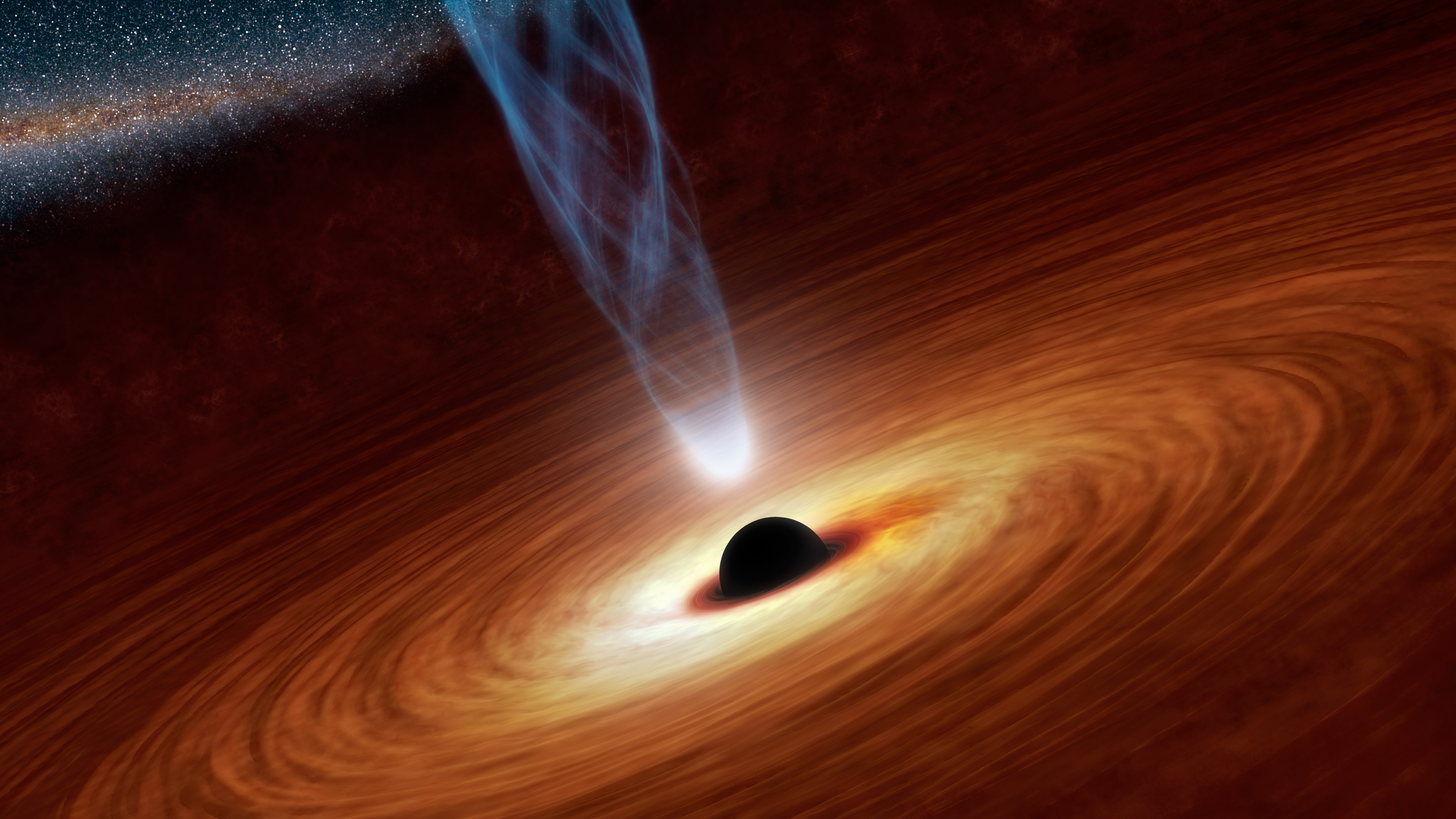
Représentation artistique d'un quasar trou noir supermassif (NASA).

TON 618, en tant que quasar, est supposément un disque d'accrétion de gaz extrêmement chaud, tourbillonnant autour d'un gigantesque trou noir supermassif au centre d'une galaxie. La lumière provenant du quasar a été émise il y a 10,4 milliards d'années. La galaxie environnante n'est pas visible depuis la Terre parce que le quasar lui-même l'éclipse. D'une magnitude absolue de -30,7, il brille avec une luminosité de 4 × 1040 watts, soit avec autant d'intensité que 140 000 milliards de Soleils. Ce quasar est donc 7 000 fois plus lumineux que la Voie lactée elle-même, et un des objets les plus brillants de l'univers connu.

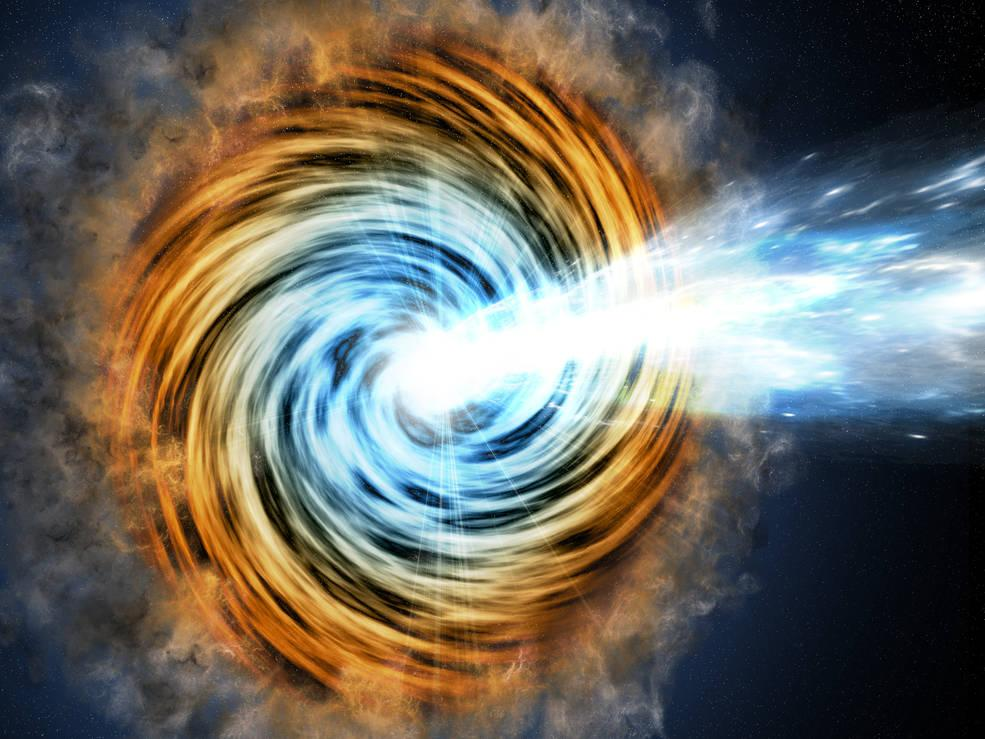
Représentation artistique d'un blazar (NASA)

Comme d'autres quasars, TON 618 possède un spectre contenant des raies d'émission de gaz froids beaucoup plus loin que le disque d'accrétion. Ces raies sont exceptionnellement larges, indiquant que le gaz voyage très rapidement dans ce dernier ; les lignes d'hydrogène bêta montrent qu'il se déplace à une vitesse de 7 000 km/s. Ceci indique que le trou noir central doit exercer une très grande force gravitationnelle.
La taille de la région la plus froide peut être calculée à partir de la luminosité du rayonnement du quasar qui la frappe. À partir de la taille de cette région et de la vitesse de mise en orbite, la loi de la gravité révèle que la masse du trou noir dans TON 618 est de 66 milliards de M☉,,. Un trou noir de cette masse aurait un rayon de Schwarzschild de 1 301 unités astronomiques (~190 milliards de kilomètres, soit environ 1/50e d'année-lumière). Le trou noir de TON 618 est donc 16 500 fois plus massif que Sagittaire A*, le trou noir supermassif du centre galactique de la Voie lactée.
À titre de comparaison, si la Terre était une balle de tennis, TON 618 aurait environ moitié de la taille de la Lune. Comme il brille comme 140 000 milliards de soleils, il est environ 7 000 fois plus brillant que notre Voie lactée, dans un espace environ 2,4 millions de fois plus petit. C'est à ce jour (août 2025) le plus grand trou noir détecté connu dans l'Univers. Mais ce statut est menacé par les mesures du trou noir supermassif de l'amas du Phénix, qui ont estimé sa masse à 100 milliards de fois la masse du Soleil (liste des trous noirs les plus massifs)[réf. nécessaire].